# Kim Song-hui
Dans ce nom, le nom de famille, Kim, précède le nom personnel.
Kim Song-hui, née le 23 février 1987 à Pyongyang, est une joueuse nord-coréenne de football évoluant au poste d'attaquante.
Aux Jeux olympiques d'été de 2012 à Londres, elle inscrit un doublé contre la Colombie.